# Хронология на събитията от 1989-1990 г.
Хронология на събитията от 1989-90 г. касае политическите събития след падането на комунистическите режими в Източна Европа промените в България, свързани с прехода на България към демокрация.
1989
- Оставка на Тодор Живков на 10 ноември.
- Първи свободен митинг на 18 ноември, организиран от КТ „Подкрепа“ и „Екогласност“ на площада пред Храм-паметника „Свети Александър Невски“[1]. На него присъстват Жельо Желев, Блага Димитрова, Радой Ралин и други.
- На 7 декември е създаден СДС – коалиция от новосъздадени политически организации.
- На свой пленум на 11-13 декември Централният комитет на БКП предлага отмяна на член 1 от Конституцията, регламентиращ монопола на партията върху властта
- На 14 декември в парламента е внесен проектозакон за премахването на член 1, ал. 2 и 3 от Конституцията[2], регулираща абсолютната власт на БКП. Според тогавашната процедура при одобрение той би се превърнал в закон след един месец. В същото време пред парламента се провежда митинг, свикан от опозицията, който настоява за ускорено премахване на чл. 1 и деполитизация на държавните институции[3].
- На 18 декември са отменени някои от членовете в Наказателния Кодекс, касаещи противодържавна агитация и пропаганда и е обявена амнистия[4].
- На 29 декември ЦК на БКП взема решение да се върнат имената на българските мюсюлмани[5].

1990
- Между 3 януари и 14 май на кръгла маса БКП и СДС очертават рамките на така наречения „мирен преход“.
- На 15 януари Народното събрание гласува отмяната на член първи от Конституцията, месец след внасянето на предложението.[6].
- На 18 януари е арестуван бившият пръв партиен и държавен лидер Тодор Живков и е обвинен в редица престъпления.
- На 8 февруари е съставено ново правителство, начело с Андрей Луканов.
- На 3 април с промяна в Конституцията се закрива Държавният съвет и вместо него се създават постовете Председател (президент) на Републиката и заместник-председател (заместник-президент) на Републиката. На поста председател е избран Петър Младенов. Народното събрание прекратява работата си.
- На 3 април Българската комунистическа партия (БКП) се преименува на БСП и се отказва от стриктното прилагане на марксизма.
- На 7 юни СДС свиква предизборно най-големия митинг в България, изпълнил пространството между Орлов мост и голяма част от тогавашния булевард „Ленин“.
- На 10 юни се провеждат избори за Велико народно събрание, на които БСП печели мнозинство.
- Студентите от Софийския университет обявяват окупационна стачка с искане да се оповестят нарушенията и манипулациите на изборите
- В София и други градове възникват палаткови Градове на истината по повод автентичността на видеозаписа от митинга на 14 декември и казана от Петър Младенов фраза за танковете.
- На 6 юли Петър Младенов подава оставка като председател (президент) под обществения натиск.
- На 10 юли започва работа Великото народно събрание.
- На 1 август парламентът избира Жельо Желев за временен държавен глава, а Атанас Семерджиев за заместник-президент.
- На 26 срещу 27 август възниква пожар в Партийния дом. Виновните за пожара не са изяснени. След намеса на милицията Градът на истината е развален.
- На 22 септември Андрей Луканов съставя втория си кабинет.
- На 15 ноември с промяна в Конституцията Народна република България е преименувана на Република България.
- На 26 ноември е обявена обща стачка.
- На 21 декември Андрей Луканов подава оставка. Тогава се сформира първото некомунистическо (недоминирано от комунисти) правителство след 1944 г., начело с Димитър Попов.